# Zichorien- und Schokoladenfabrik Johann Gottlieb Hauswaldt

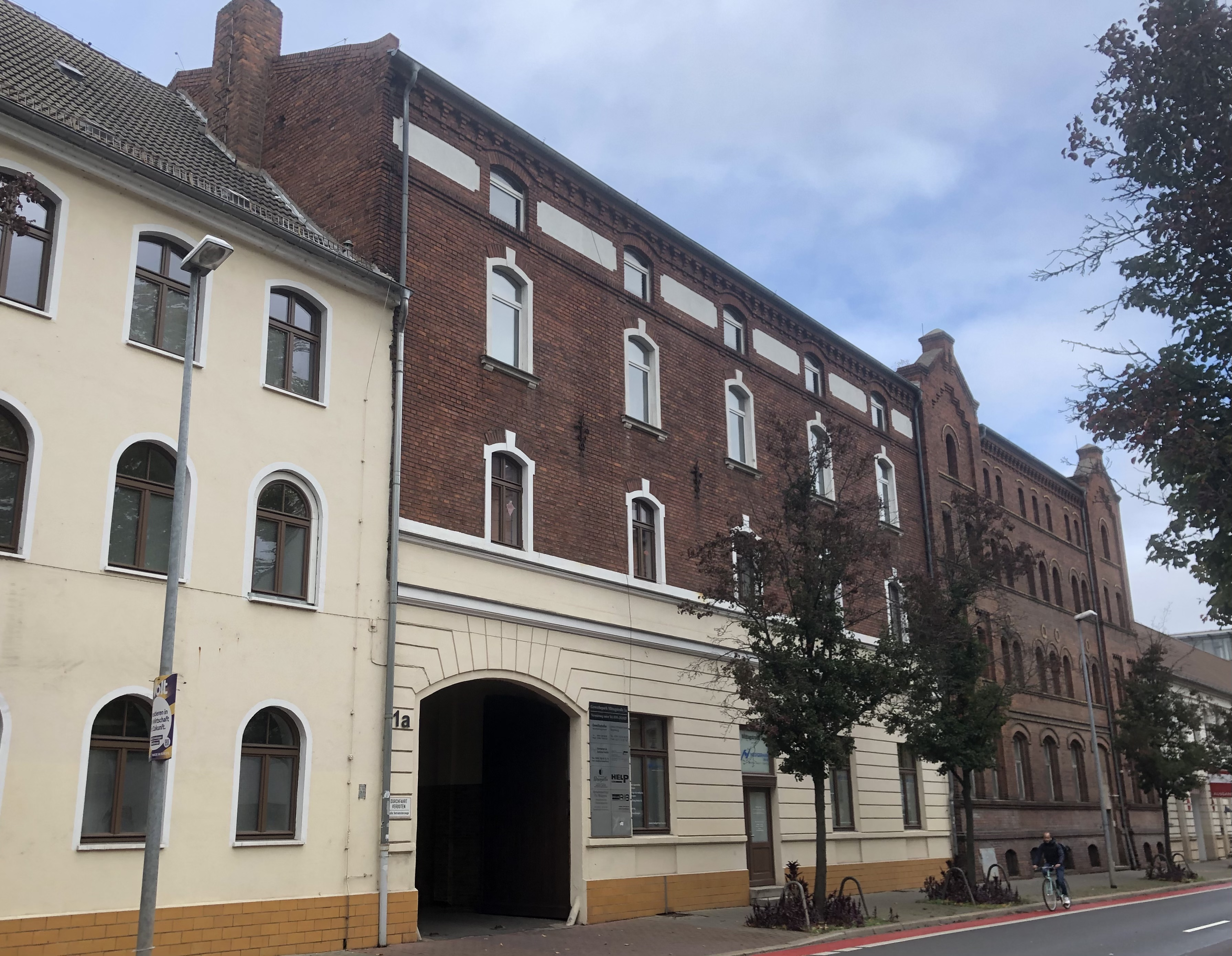
Mittagstraße 1a im Jahr 2021

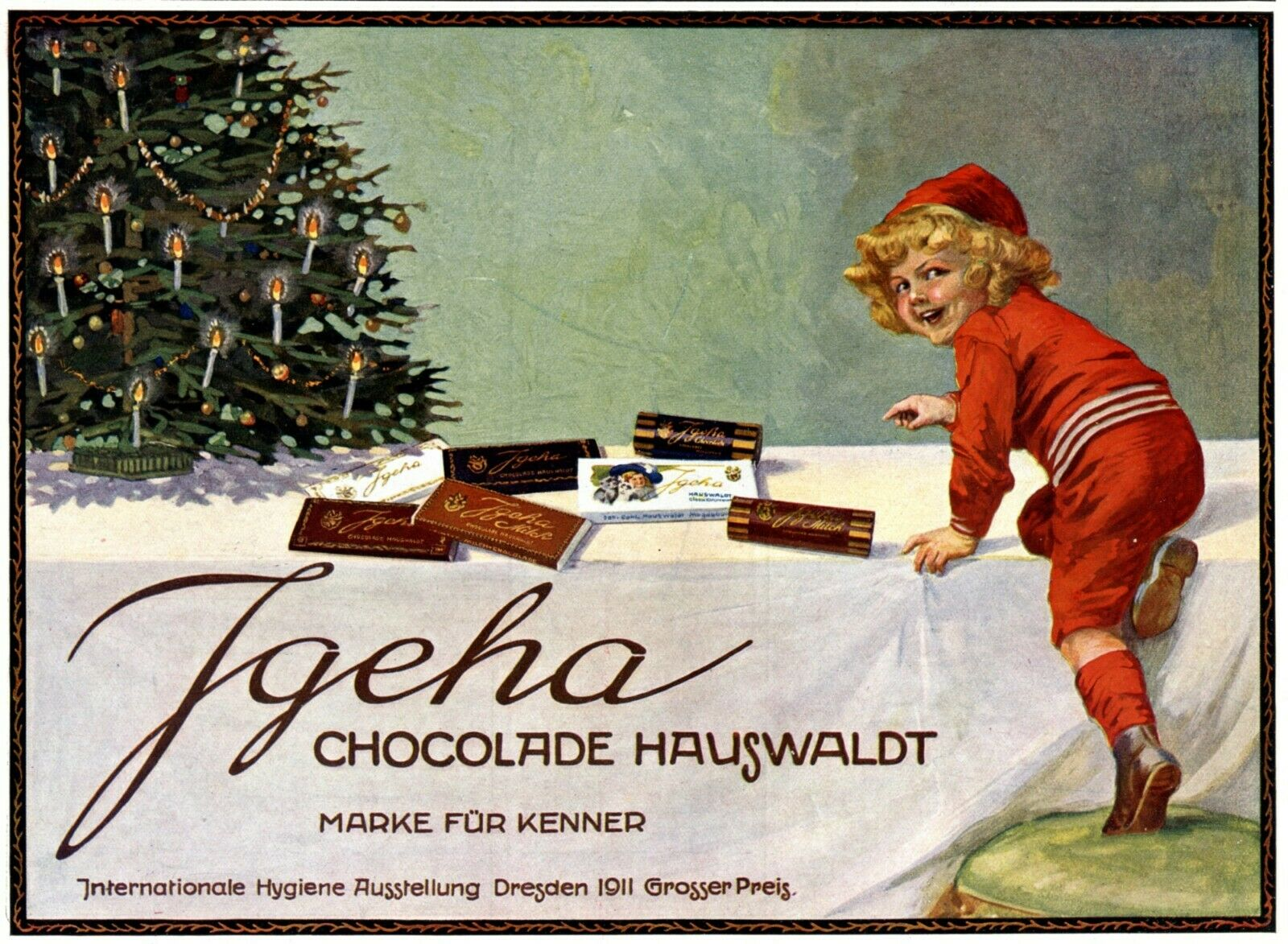
Schokoladenwerbung von 1912

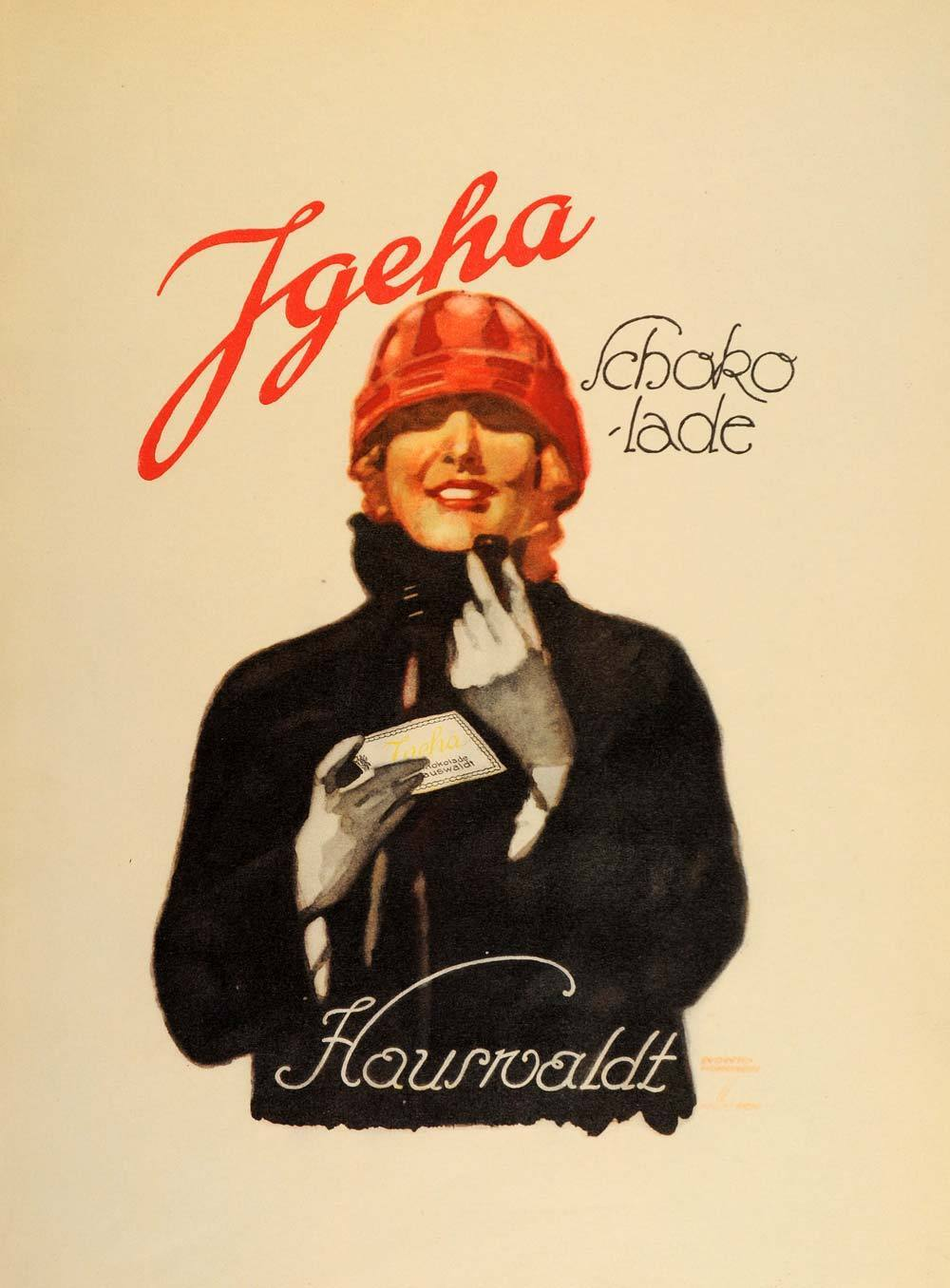
Werbung, 1926

Die Zichorien- und Schokoladenfabrik Johann Gottlieb Hauswaldt war ein Unternehmen in Magdeburg im heutigen Sachsen-Anhalt. Die in Teilen erhaltenen Betriebsgebäude stehen unter Denkmalschutz.

## Lage
Die Fabrikanlage befindet sich im Magdeburger Stadtteil Neue Neustadt, in einem Areal westlich der Lübecker Straße, nördlich der Mittagstraße. Die ursprüngliche Adresse lautete Lübecker Straße 23, wobei das Betriebsgelände in der Zeit um 1900 fast das gesamte Gebiet zwischen Lübecker Straße, Mittagstraße, Umfassungsstraße und Ritterstraße einnahm. Die heute noch bestehenden baulichen Anlagen befinden sich an der Adresse Mittagstraße 1, 1a. Etwas weiter westlich befindet sich die Einfriedung Mittagstraße 6, die ebenfalls im Zusammenhang mit der Familie Hauswaldt steht. Die Fabrikantenvilla steht an der Adresse Mittagstraße 15.

## Geschichte
Das Unternehmen geht auf einen 1779 von Johann Gottlieb Hauswaldt in Braunschweig gegründeten Kolonialwarenladen zurück. Hauswaldt nahm 1785 in Braunschweig die Produktion von Zichorienkaffee auf. Die napoleonische Kontinentalsperre in den Jahren 1806 bis 1814 begünstigte den Absatz von Zichorienkaffee und der Braunschweiger Betrieb wuchs beträchtlich.
Sein Sohn Johann Christian Hauswaldt (1785–1844) ging 1833 nach Magdeburg. Er gründete 1838 in Neustadt bei Magdeburg an der Adresse Lübecker Straße 13 eine Zweigniederlassung des väterlichen Unternehmens zur Herstellung von Ersatzkaffee. Nachdem Johann Christian Hauswaldt bereits 1844 verstarb, übernahmen seine Söhne Georg (1813–1872) und Albert (1815–1887) das Unternehmen. Sie erwarben das Grundstück Lübecker Straße 23 auf dem 1851 eine weitere Zichorienfabrik entstand und außerdem eine Schokoladenfabrikation eingerichtet wurde. Die drei Zichorienfabriken in Braunschweig und Magdeburg beschäftigten im Jahr 1882 etwa 250 bis 300 Arbeiter und produzierten etwa 9000 Tonnen Zichorienprodukte. Die Absatzgebiete dieser Fabriken waren das damalige Deutsche Kaiserreich, die Habsburgermonarchie, Nordamerika, Südafrika und Australien.
In späterer Zeit wurde die Produktionspalette auf Dragees, Kekse und Konfitüren ausgeweitet. Es wurde auch Kakaobutter hergestellt, die zum Teil in Apotheken als Heilmittel vertrieben wurde. 1872 übernahm Johann Wilhelm Hauswaldt (1842–1900), der Sohn von Georg Hauswaldt, die Geschäftsführung. In den Jahren 1880 und 1885 erfolgten bauliche Erweiterungen. 1887 trat neben Johann Wilhelm Hauswaldt nun auch Hans Hauswaldt in die dann gemeinsame Geschäftsführung ein.
Das Unternehmen gehörte zu den bedeutendsten deutschen Firmen der Branche und hatte den Vorsitz im Verband norddeutscher Cichorienfabriken inne.
1929 wurde das Unternehmen von den Firmen Reichardt in Wandsbeck und Gaedecke in Hamburg übernommen und das Magdeburger Werk geschlossen.
Die Fabrikanlagen wurden zum Teil nachgenutzt. Die Gebäude im Bereich Lübecker Straße 13–14 an der Ostseite des Areals wurden nach 1990 durch einen Neubau ersetzt.

## Architektur

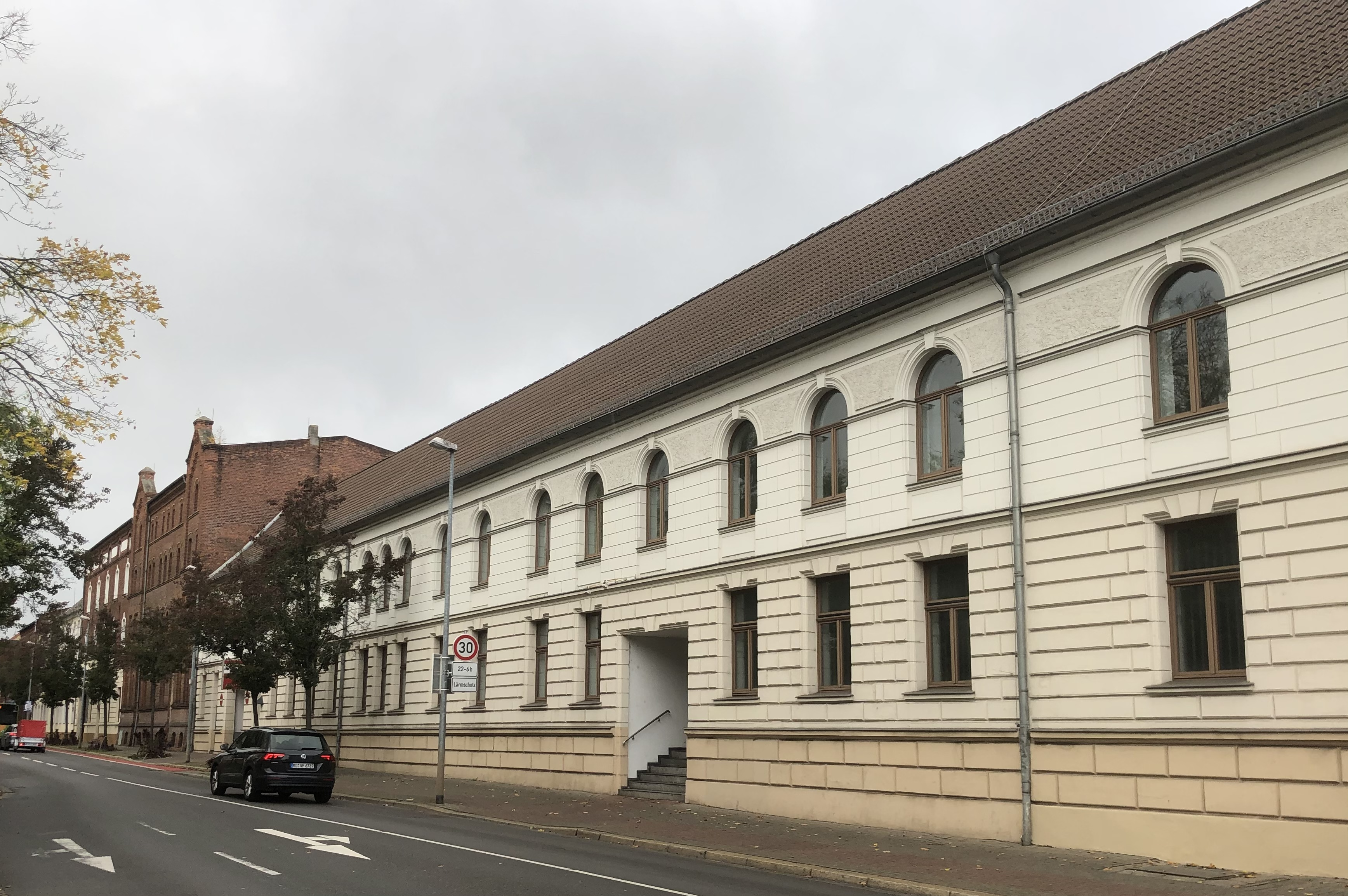
Ehemalige Druckerei

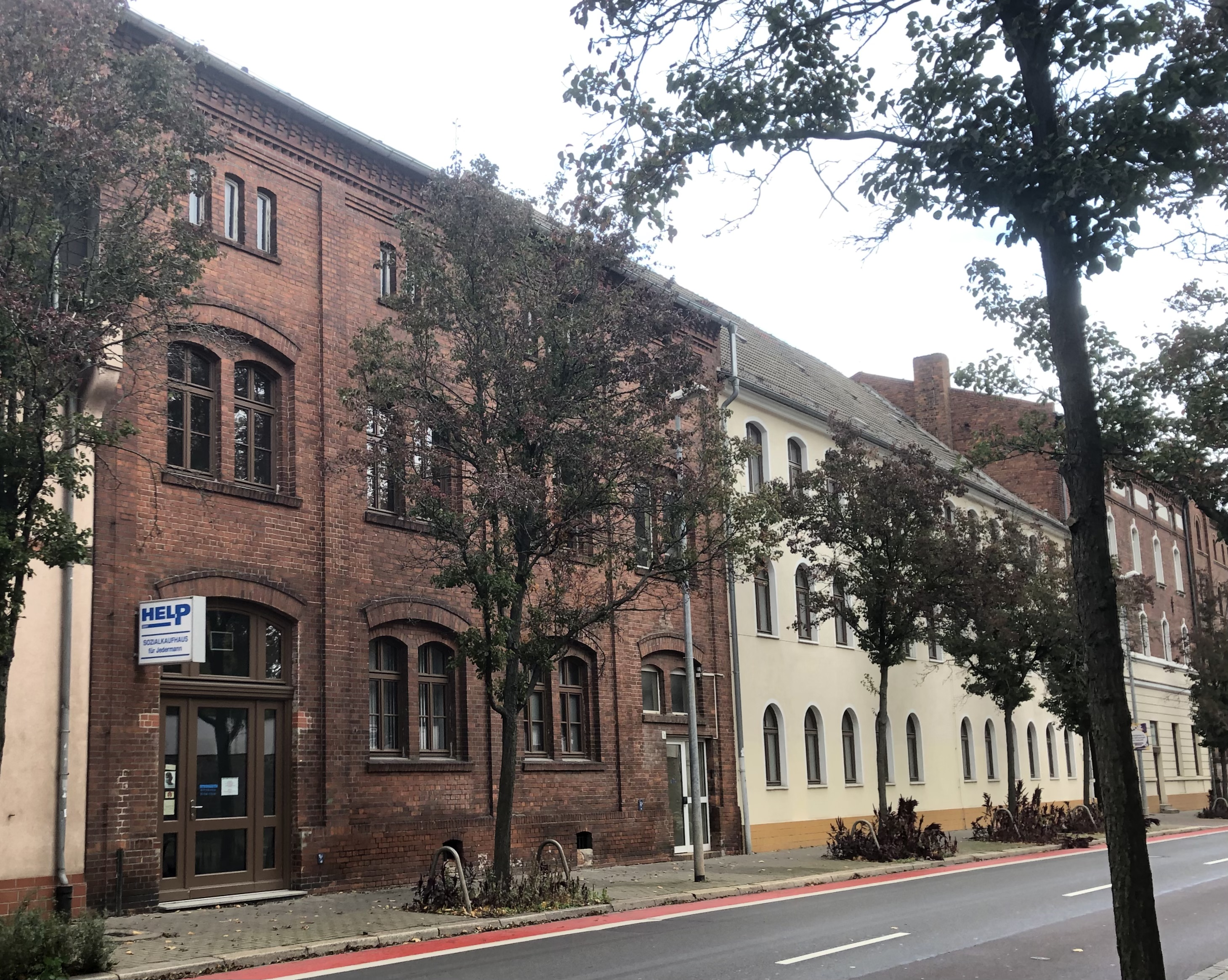
Ehemalige Böttcherei

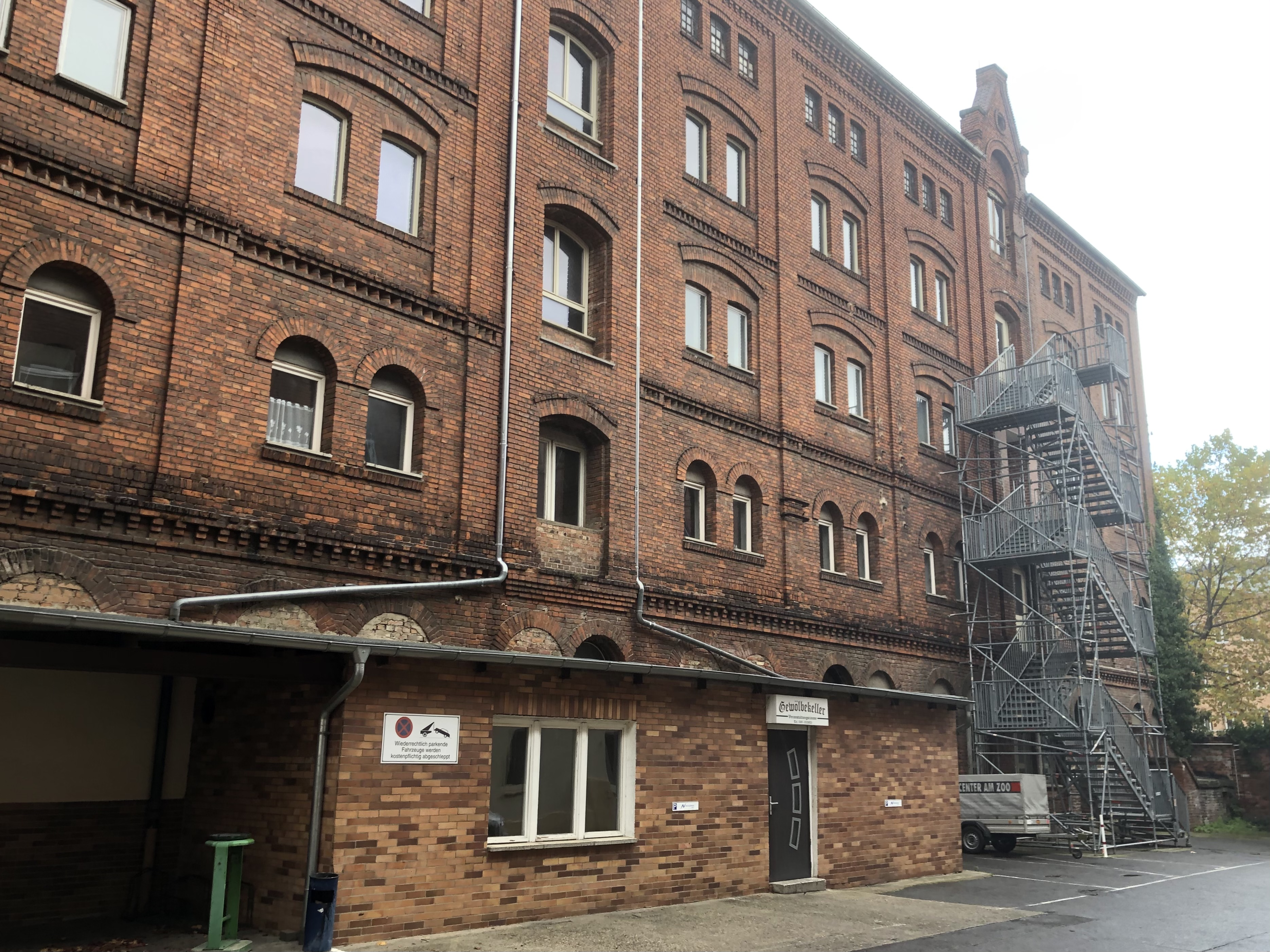
Ehemaliges Zichorienlager von 1885

Zur Mittagstraße hin ist die komplette Straßenfront der Fabrik erhalten. So ist am östlichen Ende an der Adresse Mittagstraße 1 ein langgestreckter zweigeschossiger verputzter Bau erhalten, der als Druckerei genutzt worden war. Die Fassade im Erdgeschoss ist mit einer Putzquaderung versehen. Am oberen Geschoss befinden sich rundbogige Fensteröffnungen. Westlich schließt sich ein dreieinhalbgeschossiger Ziegelbau an. Dieses als Niederlage bezeichnete Haus verfügt über zwei flach hervortretende Seitenrisalite und ist im Stil der frühen Neorenaissance gestaltet.
An westlichen Ende der Häuserzeile befindet sich die zweieinhalbgeschossige ehemalige Böttcherei. Die Fassade des unverputzten Ziegelbaus ist mit Kolossallisenen gegliedert. Die Fensteröffnungen werden paarweise von Segmentbögen überspannt.
Als letztes größeres Gebäude entstand im Jahr 1885 auf dem Fabrikhof ein als Ziegelbau errichtetes Zichorienlager nach Plänen der für die Magdeburger Bau- und Creditbank tätigen  Architekten Albert Marcks und Albert Favreau. Die Fassade ist durch eine Rasterung mit Lisenen gestaltet. Die Fensteröffnungen wurden als Segment- bzw. Rundbögen ausgeführt. An der Traufe befindet sich ein Zahnschnittfries. Bedeckt ist das Gebäude von einem Satteldach.
Weiter nördlich an der Adresse Ritterstraße 12–15 entstanden ab 1880 mehrgeschossige Bauten in Ziegelbauweise, die noch in den 2000er Jahren bestanden, jedoch nicht mehr erhalten sind. Die Fassaden waren durch rote und gelbe Ziegel geprägt. Die Gliederung erfolgte mittels starker Gesims- und Traufbänder sowie Lisenen. An den Ecken bestanden Bekrönungen. Rechts der dortigen Einfahrt befand sich ein 1884 vom Architekten Albert Thiele geschaffenes und wohl als Biskuitfabrik genutztes Gebäude. Rückseitig standen Bauten aus den Jahren 1880/81. Im Jahr 2007 wurde ein Abbruchantrag genehmigt.
Im örtlichen Denkmalverzeichnis ist die Fabrik unter der Erfassungsnummer 094 70007 als Baudenkmal verzeichnet.
Die erhaltenen Bauten gelten als städtebaulich bedeutsam und wichtiges Zeugnis der Industriegeschichte.